# قائف كيميائي نسيجي
القائف الكيميائي النسيجي (بالإنجليزية: Histochemical tracer)‏ هو مركبٌ يُستخدم للكشف عن موقع الخلايا وتتبع الإسقاطات العصبية. قد يكون تعقب الخلايا العصبية رجعيًا أو متقدمًا أو يعمل في كلا الاتجاهين، يؤخذ قائف رجعي في طرف الخلية العصبية وينقل إلى جسم الخلية، بينما يتحرك المقتفي المتقدم بعيدًا عن جسم الخلية في الخلية العصبية.

## قائمة
- ثنائي الأميدين الأصفر
- الأزرق الصامد (Fast blue)
- بيروكسيداز الجرجار [الإنجليزية] - رجعي
- ذيفان الكوليرا-بي[2] - رجعي
- فيروس داء الكلب الكاذب [الإنجليزية][2]
- هيدروكسيستيلباميدين - رجعي
- حمرة تكساس [الإنجليزية]
- إيزوثيوسيانات فلوريسين